# Le Petit Senegal
Le Petit Sénégal, o Little Senegal, è un quartiere di Manhattan, New York. È stato chiamato Le Petit Senegal dalla comunità di immigrati dell'Africa occidentale e Little Senegal dalle persone al di fuori del quartiere.
Le Petit Senegal è la principale area commerciale e sociale per molti immigrati dell'Africa occidentale di Harlem. La maggior parte di questi immigrati recenti proviene dal Senegal, rispecchiando il nome locale francese di Little Senegal. Tuttavia, anche le lingue dell'Africa occidentale, come il Wolof, sono parlate. Ci sono anche immigrati provenienti da altri paesi dell'Africa occidentale, tra cui Costa d'Avorio, Guinea, Mali, Gambia e Burkina Faso.
Negozi, ristoranti, bistrot, panetterie, caffetterie e altre proprietà dell'Africa occidentale si trovano nelle vicinanze.

## Storia
Le Petit Senegal è una sezione più piccola del quartiere molto più grande e più antico di Harlem. I confini esatti del quartiere sono difficili da definire in quanto è ancora nuovo, passando da essere inesistente nel 1985 ad avere 6.500 individui nel 2005.

## Geografia
Le Petit Senegal è generalmente definito come situato nel centro di Harlem. Le strade principali del quartiere sono gli isolati che circondano la West 116th Street tra Lenox Avenue / Malcolm X Boulevard a est e Frederick Douglass Boulevard a ovest.